# Lijst van voetbalinterlands Brazilië - Japan (vrouwen)
Deze lijst van voetbalinterlands is een overzicht van alle officiële voetbalinterlands tussen de nationale vrouwenteams van Brazilië en Japan. De landen hebben tot nu toe achttien keer tegen elkaar gespeeld.

## Wedstrijden
| №  | Plaats            | Datum            | Competitie                 | Wedstrijd        | Uitslag            |
| -- | ----------------- | ---------------- | -------------------------- | ---------------- | ------------------ |
| 1  | Foshan            | 17 november 1991 | WK 1991                    | Japan − Brazilië | 0 − 1              |
| 2  | Karlstad          | 7 juni 1995      | WK 1995                    | Brazilië − Japan | 1 − 2              |
| 3  | Birmingham        | 23 juli 1996     | Olympische Spelen 1996     | Brazilië − Japan | 2 − 0              |
| 4  | Suwon             | 7 augustus 2001  | Vriendschappelijk          | Japan − Brazilië | 1 − 1              |
| 5  | Suwon             | 8 augustus 2001  | Vriendschappelijk          | Japan − Brazilië | 0 − 1              |
| 6  | Chiba             | 2 september 2007 | Vriendschappelijk          | Japan − Brazilië | 2 − 1              |
| 7  | Kobe              | 5 april 2012     | Vriendschappelijk          | Japan − Brazilië | 4 − 1              |
| 8  | Cardiff           | 3 augustus 2012  | Olympische Spelen 2012     | Brazilië − Japan | 0 − 2              |
| 9  | Seattle           | 27 juli 2017     | Tournament of Nations 2017 | Brazilië − Japan | 1 − 1              |
| 10 | East Hartford     | 29 juli 2018     | Tournament of Nations 2018 | Japan − Brazilië | 1 − 2              |
| 11 | Nashville         | 2 maart 2019     | SheBelieves Cup 2019       | Brazilië − Japan | 1 − 3              |
| 12 | Orlando           | 16 februari 2023 | SheBelieves Cup 2023       | Japan − Brazilië | 0 − 1              |
| 13 | São Paulo         | 30 november 2023 | Vriendschappelijk          | Brazilië − Japan | 4 − 3              |
| 14 | São Paulo         | 3 december 2023  | Vriendschappelijk          | Brazilië − Japan | 0 − 2              |
| 15 | Columbus          | 9 april 2024     | SheBelieves Cup 2024       | Japan − Brazilië | 1 − 1 (n.p. 0 - 3) |
| 16 | Parijs            | 28 juli 2024     | Olympische Spelen 2024     | Brazilië − Japan | 1 − 2              |
| 17 | São Paulo         | 30 mei 2025      | Vriendschappelijk          | Brazilië − Japan | 3 − 1              |
| 18 | Bragança Paulista | 2 juni 2025      | Vriendschappelijk          | Brazilië − Japan | 2 − 1              |

## Samenvatting
| Competitie            | Totaal gespeeld | Winst Brazilië | Gelijk | Winst Japan | Doelsaldo Brazilië – Japan |
| --------------------- | --------------- | -------------- | ------ | ----------- | -------------------------- |
| WK-eindronde          | 2               | 1              | 0      | 1           | 2 − 2                      |
| Olympische Spelen     | 3               | 1              | 0      | 2           | 3 − 4                      |
| SheBelieves Cup       | 3               | 1              | 1      | 1           | 3 − 4                      |
| Tournament of Nations | 2               | 1              | 1      | 0           | 3 − 2                      |
| Vriendschappelijk     | 8               | 4              | 1      | 3           | 13 − 14                    |
| Totaal                | 18              | 8              | 3      | 7           | 24 − 26                    |